# Mary Lou Piatek
Pour les articles homonymes, voir Piatek et Daniels.
Mary Lou Piatek (née le 6 août 1961) est une joueuse de tennis américaine, professionnelle de la fin des années 1970 à 1995. Elle est aussi connue sous son nom de femme mariée, Mary Lou Daniels.
En 1979, elle a été championne du monde junior en simple filles.
Elle a gagné dix tournois WTA au cours de sa carrière, dont huit en double.

## Palmarès

### Titres en simple dames
| No | Date       | Nom et lieu du tournoi                        | Catégorie   | Dotation  | Surface         | Finaliste  | Score    |          |
| -- | ---------- | --------------------------------------------- | ----------- | --------- | --------------- | ---------- | -------- | -------- |
| 1  | 10-08-1981 | Central Fidelity Bank International, Richmond |             | 100 000 $ | Moquette (int.) | Sue Barker | 6-4, 6-1 | Parcours |
| 2  | 16-01-1984 | Ginny of Colorado, Denver                     | VS Tour C1+ | 50 000 $  | Dur (int.)      | Kim Sands  | 6-1, 6-1 | Parcours |

### Finales en simple dames
| No | Date       | Nom et lieu du tournoi                        | Catégorie | Dotation  | Surface         | Vainqueure          | Score         |          |
| -- | ---------- | --------------------------------------------- | --------- | --------- | --------------- | ------------------- | ------------- | -------- |
| 1  | 21-07-1980 | Central Fidelity Bank International, Richmond |           | 100 000 $ | Moquette (int.) | Martina Navrátilová | 6-3, 6-0      | Parcours |
| 2  | 21-09-1981 | Toyota Classic, Atlanta                       |           | 75 000 $  | Moquette (int.) | Tracy Austin        | 4-6, 6-3, 6-3 | Parcours |

### Titres en double dames
| No | Date       | Nom et lieu du tournoi                      | Catégorie | Dotation  | Surface         | Partenaire     | Finalistes                    | Score         |          |
| -- | ---------- | ------------------------------------------- | --------- | --------- | --------------- | -------------- | ----------------------------- | ------------- | -------- |
| 1  | 12-10-1981 | Maybelline Classic Deerfield Beach          |           | 125 000 $ | Dur (ext.)      | Wendy White    | Pam Shriver Paula Smith       | 6-1, 3-6, 7-5 | Parcours |
| 2  | 24-01-1983 | Avon Tennis Cup Marco Island                |           | 100 000 $ | Terre (ext.)    | Andrea Jaeger  | Rosie Casals Wendy Turnbull   | 7-5, 6-4      | Parcours |
| 3  | 14-01-1985 | Virginia Slims of Denver Denver             |           | 75 000 $  | Moquette (int.) | Robin White    | Leslie Allen Sharon Walsh     | 1-6, 6-4, 7-5 | Parcours |
| 4  | 25-02-1985 | Virginia Slims of Pennsylvania Hershey      |           | 75 000 $  | Moquette (int.) | Robin White    | Lea Antonoplis Wendy White    | 6-4, 7-6      | Parcours |
| 5  | 07-10-1985 | Virginia Slims of Indianapolis Indianapolis |           | 75 000 $  | Moquette (int.) | Bonnie Gadusek | Penny Barg Sandy Collins      | 6-1, 6-0      | Parcours |
| 6  | 16-03-1987 | Virginia Slims of Dallas Dallas             |           | 250 000 $ | Moquette (int.) | Anne White     | Elise Burgin Robin White      | 7-5, 6-3      | Parcours |
| 7  | 02-11-1987 | Virginia Slims of Arkansas Little Rock      |           | 75 000 $  | Dur (ext.)      | Robin White    | Lea Antonoplis Barbara Gerken | 6-2, 6-4      | Parcours |
| 8  | 19-02-1990 | Virginia Slims of Oklahoma Oklahoma City    | Tier IV   | 150 000 $ | Dur (int.)      | Wendy White    | Manon Bollegraf Lise Gregory  | 7-5, 7-2      | Parcours |

### Finales en double dames
| No | Date       | Nom et lieu du tournoi                            | Catégorie   | Dotation  | Surface         | Vainqueures                          | Partenaire       | Score         |          |
| -- | ---------- | ------------------------------------------------- | ----------- | --------- | --------------- | ------------------------------------ | ---------------- | ------------- | -------- |
| 1  | 15-12-1980 | Tucson Open Tucson                                |             | 75 000 $  | Moquette (int.) | Leslie Allen Barbara Potter          | Wendy White      | 7-6, 6-0      | Parcours |
| 2  | 16-02-1981 | Avon Championships of Houston Houston             |             | 100 000 $ | Moquette (int.) | Sue Barker Ann Kiyomura              | Regina Maršíková | 5-7, 6-4, 6-3 | Parcours |
| 3  | 08-02-1982 | Avon Championships of Kansas Kansas City          | Champ’s     | 100 000 $ | Moquette (int.) | Barbara Potter Sharon Walsh          | Anne Smith       | 4-6, 6-2, 6-2 | Parcours |
| 4  | 11-10-1982 | Florida Federal Open Tampa                        | Series 4    | 125 000 $ | Dur (ext.)      | Ann Kiyomura Paula Smith             | Wendy White      | 6-2, 6-4      | Parcours |
| 5  | 07-11-1983 | Lynda Carter Maybelline Classic Deerfield Beach   |             | 125 000 $ | Dur (ext.)      | Bonnie Gadusek Wendy White           | Pam Casale       | 6-1, 3-6, 6-3 | Parcours |
| 6  | 02-01-1984 | Ginny of Nashville Nashville                      | VS Tour C1+ | 50 000 $  | Dur (int.)      | Sherry Acker Candy Reynolds          | Paula Smith      | 5-7, 7-6, 7-6 | Parcours |
| 7  | 26-03-1984 | Virginia Slims of New England Boston              | VS Tour C3  | 150 000 $ | Moquette (int.) | Barbara Potter Sharon Walsh          | Andrea Leand     | 7-6, 6-0      | Parcours |
| 8  | 08-10-1984 | Florida Federal Open Tampa                        |             | 150 000 $ | Dur (ext.)      | Carling Bassett Elizabeth Sayers     | Wendy White      | 6-4, 6-3      | Parcours |
| 9  | 23-09-1985 | Virginia Slims of New Orleans La Nouvelle-Orléans |             | 150 000 $ | Moquette (int.) | Chris Evert Wendy Turnbull           | Anne White       | 6-1, 6-2      | Parcours |
| 10 | 09-03-1987 | Virginia Slims of Arizona Phoenix                 |             | 75 000 $  | Dur (ext.)      | Penny Barg Beth Herr                 | Anne White       | 2-6, 6-2, 7-6 | Parcours |
| 11 | 03-04-1989 | Family Circle Mag. Cup Hilton Head                | Tier II     | 300 000 $ | Terre (ext.)    | Hana Mandlíková Martina Navrátilová  | Wendy White      | 6-4, 6-1      | Parcours |
| 12 | 05-02-1990 | Breyers Tennis Classic Wichita                    | Tier IV     | 150 000 $ | Moquette (int.) | Manon Bollegraf Meredith McGrath     | Wendy White      | 6-0, 6-2      | Parcours |
| 13 | 01-04-1991 | Family Circle Mag. Cup Hilton Head                | Tier I      | 500 000 $ | Terre (ext.)    | Claudia Kohde-Kilsch Natasha Zvereva | Lise Gregory     | 6-4, 6-0      | Parcours |
| 14 | 09-11-1992 | Indianapolis Tennis Classic Indianapolis          | Tier IV     | 150 000 $ | Dur (int.)      | Katrina Adams Elna Reinach           | Sandy Collins    | 5-7, 6-2, 6-4 | Parcours |

## Parcours en Grand Chelem

### En simple dames
| Année | Open d'Australie (janvier) | Open d'Australie (janvier) | Internationaux de France | Internationaux de France | Wimbledon       | Wimbledon         | US Open         | US Open           | Open d'Australie (décembre) | Open d'Australie (décembre) |
| ----- | -------------------------- | -------------------------- | ------------------------ | ------------------------ | --------------- | ----------------- | --------------- | ----------------- | --------------------------- | --------------------------- |
| 1979  | n/a                        | n/a                        | -                        | -                        | -               | -                 | 3e tour (1/16)  | Kerry Reid        | -                           | -                           |
| 1980  | n/a                        | n/a                        | -                        | -                        | 1er tour (1/64) | Debbie Jevans     | 2e tour (1/32)  | Sylvia Hanika     | -                           | -                           |
| 1981  | n/a                        | n/a                        | 3e tour (1/16)           | Regina Maršíková         | 3e tour (1/16)  | Anne Hobbs        | 1er tour (1/64) | Hana Mandlíková   | 1er tour (1/32)             | Betsy Nagelsen              |
| 1982  | n/a                        | n/a                        | 2e tour (1/32)           | Marcella Mesker          | 2e tour (1/32)  | Sabina Simmonds   | 1er tour (1/64) | Dianne Fromholtz  | -                           | -                           |
| 1983  | n/a                        | n/a                        | 1er tour (1/64)          | Martina Navrátilová      | 1er tour (1/64) | Rosie Casals      | 2e tour (1/32)  | K. Cummings       | -                           | -                           |
| 1984  | n/a                        | n/a                        | -                        | -                        | 2e tour (1/32)  | Anne Hobbs        | 1er tour (1/64) | Virginia Wade     | 2e tour (1/16)              | Martina Navrátilová         |
| 1985  | n/a                        | n/a                        | -                        | -                        | 1er tour (1/64) | Chris Evert       | 2e tour (1/32)  | Grace Kim         | -                           | -                           |
| 1986  | n/a                        | n/a                        | -                        | -                        | 2e tour (1/32)  | Patty Fendick     | 1er tour (1/64) | Camille Benjamin  | n/a                         | n/a                         |
| 1987  | -                          | -                          | -                        | -                        | 1er tour (1/64) | Silke Meier       | 1er tour (1/64) | Bettina Bunge     | n/a                         | n/a                         |
| 1988  | -                          | -                          | -                        | -                        | 1er tour (1/64) | Rosalyn Fairbank  | 1er tour (1/64) | Beth Herr         | n/a                         | n/a                         |
| 1989  | -                          | -                          | -                        | -                        | 1er tour (1/64) | M.J. Fernández    | 1er tour (1/64) | Cathy Caverzasio  | n/a                         | n/a                         |
| 1990  | -                          | -                          | -                        | -                        | 1er tour (1/64) | Ann Grossman      | 1er tour (1/64) | Judith Wiesner    | n/a                         | n/a                         |
| 1992  | 1er tour (1/64)            | Catarina Lindqvist         | -                        | -                        | 1er tour (1/64) | Conchita Martínez | 1er tour (1/64) | Carrie Cunningham | n/a                         | n/a                         |

À droite du résultat, l’ultime adversaire.

### En double dames
| Année | Open d'Australie (janvier) | Open d'Australie (janvier) | Internationaux de France     | Internationaux de France   | Wimbledon                   | Wimbledon                  | US Open                      | US Open                     | Open d'Australie (décembre) | Open d'Australie (décembre) |
| ----- | -------------------------- | -------------------------- | ---------------------------- | -------------------------- | --------------------------- | -------------------------- | ---------------------------- | --------------------------- | --------------------------- | --------------------------- |
| 1979  | n/a                        | n/a                        | -                            | -                          | -                           | -                          | 3e tour (1/8) A. Moulton     | Betty Stöve W. Turnbull     | -                           | -                           |
| 1980  | n/a                        | n/a                        | -                            | -                          | 1er tour (1/32) K. Horvath  | Mary Carillo R. McCallum   | 2e tour (1/16) A. Moulton    | Andrea Jaeger R. Maršíková  | -                           | -                           |
| 1981  | n/a                        | n/a                        | 2e tour (1/16) Wendy White   | Bettina Bunge Kohde-Kilsch | 3e tour (1/8) Wendy White   | B. Potter Sharon Walsh     | 3e tour (1/8) Wendy White    | R. Fairbank Tanya Harford   | 1er tour (1/16) Anne White  | Sue Barker Ann Kiyomura     |
| 1982  | n/a                        | n/a                        | 1/2 finale Sharon Walsh      | Rosie Casals W. Turnbull   | 3e tour (1/8) Wendy White   | Bettina Bunge Kohde-Kilsch | 2e tour (1/16) Wendy White   | S. McInerney Beverly Mould  | -                           | -                           |
| 1983  | n/a                        | n/a                        | 1er tour (1/32) Andrea Leand | E. Goolagong P. Teeguarden | 1/4 de finale Andrea Leand  | Rosie Casals W. Turnbull   | 2e tour (1/16) Andrea Leand  | Petra Delhees Pat Medrado   | -                           | -                           |
| 1984  | n/a                        | n/a                        | -                            | -                          | 2e tour (1/16) Andrea Leand | Rene Blount J. Newberry    | 2e tour (1/16) Andrea Leand  | Tine Scheuer C. Tanvier     | 1/4 de finale Kim Jones     | Kohde-Kilsch Helena Suková  |
| 1985  | n/a                        | n/a                        | -                            | -                          | 2e tour (1/16) Robin White  | B. Potter Sharon Walsh     | 2e tour (1/16) Sandy Collins | H. Mandlíková W. Turnbull   | -                           | -                           |
| 1986  | n/a                        | n/a                        | -                            | -                          | 1er tour (1/32) Lisa Bonder | H. Mandlíková W. Turnbull  | 2e tour (1/16) Pam Casale    | B. Nagelsen J. Russell      | n/a                         | n/a                         |
| 1987  | -                          | -                          | -                            | -                          | 2e tour (1/16) Anne White   | Hetherington J. Russell    | 3e tour (1/8) Anne White     | Zina Garrison Lori McNeil   | n/a                         | n/a                         |
| 1988  | -                          | -                          | -                            | -                          | 1er tour (1/32) Penny Barg  | Helen Kelesi C. Tanvier    | 1er tour (1/32) Rosie Casals | L. Ferrando Laura Garrone   | n/a                         | n/a                         |
| 1989  | -                          | -                          | -                            | -                          | 1er tour (1/32) Henricksson | Linda Barnard K. Schimper  | 1er tour (1/32) Wendy White  | Katrina Adams Zina Garrison | n/a                         | n/a                         |
| 1990  | -                          | -                          | -                            | -                          | 3e tour (1/8) Wendy White   | Mercedes Paz A. Sánchez    | 3e tour (1/8) Wendy White    | Nicole Provis Elna Reinach  | n/a                         | n/a                         |
| 1991  | -                          | -                          | -                            | -                          | -                           | -                          | 3e tour (1/8) Lise Gregory   | Jana Novotná L. Neiland     | n/a                         | n/a                         |
| 1992  | 3e tour (1/8) Robin White  | A. Sánchez Helena Suková   | -                            | -                          | 1er tour (1/32) Linda Wild  | Bryukhovets N. Medvedeva   | 2e tour (1/16) C. Cunningham | G. Fernández N. Zvereva     | n/a                         | n/a                         |
| 1993  | -                          | -                          | -                            | -                          | -                           | -                          | 2e tour (1/16) Gretchen Rush | A. Sánchez Helena Suková    | n/a                         | n/a                         |

Sous le résultat, la partenaire ; à droite, l’ultime équipe adverse.

### En double mixte
| Année | Open d'Australie (janvier), | Open d'Australie (janvier), | Internationaux de France      | Internationaux de France  | Wimbledon                    | Wimbledon                   | US Open                       | US Open                   | Open d'Australie (décembre), | Open d'Australie (décembre), |
| ----- | --------------------------- | --------------------------- | ----------------------------- | ------------------------- | ---------------------------- | --------------------------- | ----------------------------- | ------------------------- | ---------------------------- | ---------------------------- |
| 1979  | n/a                         | n/a                         | -                             | -                         | -                            | -                           | 1er tour (1/16) Mel Purcell   | Rayni Fox Van Winitsky    | n/a                          | n/a                          |
| 1981  | n/a                         | n/a                         | -                             | -                         | 1er tour (1/32) T. Giammalva | Joyce Portman Steve Meister | 1/4 de finale Ross Case       | Paula Smith Mel Purcell   | n/a                          | n/a                          |
| 1982  | n/a                         | n/a                         | 1er tour (1/16) George Hardie | Sharon Walsh D. Ralston   | 1er tour (1/32) Ross Case    | B. Hallquist Mark Friedman  | 1er tour (1/16) Tim Gullikson | Paula Smith Mel Purcell   | n/a                          | n/a                          |
| 1983  | n/a                         | n/a                         | 2e tour (1/16) Ivan Camus     | Laura Arraya Pablo Arraya | 2e tour (1/16) F. Buehning   | Kathy Jordan Tom Gullikson  | 1er tour (1/16) Ross Case     | B. J. King Trey Waltke    | n/a                          | n/a                          |
| 1984  | n/a                         | n/a                         | -                             | -                         | 1er tour (1/32) Marty Davis  | Virginia Wade John Feaver   | 3e tour (1/8) Robert Seguso   | B. Potter Ferdi Taygan    | n/a                          | n/a                          |
| 1985  | n/a                         | n/a                         | -                             | -                         | -                            | -                           | 2e tour (1/8) Chris Dunk      | E. Smylie J. Fitzgerald   | n/a                          | n/a                          |
| 1986  | n/a                         | n/a                         | -                             | -                         | 2e tour (1/16) Chris Dunk    | L. Savchenko Charles Buzz   | 1er tour (1/16) R. Van't Hof  | Tine Scheuer M. Mortensen | n/a                          | n/a                          |
| 1987  | -                           | -                           | -                             | -                         | 1er tour (1/32) R. Van't Hof | C. Porwik Laurie Warder     | 1er tour (1/16) R. Van't Hof  | Jenny Byrne Kim Warwick   | n/a                          | n/a                          |
| 1988  | -                           | -                           | -                             | -                         | 1er tour (1/32) R. Van't Hof | Anne Minter Simon Youl      | 1er tour (1/16) R. Van't Hof  | Ronni Reis Luke Jensen    | n/a                          | n/a                          |
| 1990  | -                           | -                           | -                             | -                         | -                            | -                           | 1er tour (1/16) R. Van't Hof  | N. Medvedeva Kelly Jones  | n/a                          | n/a                          |
| 1991  | -                           | -                           | -                             | -                         | -                            | -                           | 1er tour (1/16) Libor Pimek   | L. Neiland Sven Salumaa   | n/a                          | n/a                          |
| 1992  | 1er tour (1/16) Piet Norval | L. Neiland Sven Salumaa     | -                             | -                         | -                            | -                           | -                             | -                         | n/a                          | n/a                          |

Sous le résultat, le partenaire ; à droite, l’ultime équipe adverse.

## Parcours aux Masters

### En double dames
| # | Date       | Nom de l'édition                      | ($)     | Surface         | Résultat      | Partenaire | Ultimes adversaires                | Score         |          |
| - | ---------- | ------------------------------------- | ------- | --------------- | ------------- | ---------- | ---------------------------------- | ------------- | -------- |
| 1 | 16/11/1987 | Virginia Slims Championships New York | 500 000 | Moquette (int.) | 1/4 de finale | Anne White | Claudia Kohde-Kilsch Helena Suková | 6-4, 3-6, 7-5 | Parcours |

## Classements WTA en fin de saison

### En simple
| Année | 1983 | 1986 | 1987 | 1988 | 1989 | 1990 | 1991 | 1992 | 1993 | 1994 |
| Rang  | 61   | 97   | 90   | 84   | 114  | 60   | 124  | 275  | 230  | 726  |

Source : (en) « Classements de Mary Lou Piatek », sur le site officiel du WTA Tour

### En double
A mettre en forme
1993               174
1992 		 		49
1991 				43
1990 		 		28
1989 				38
1988 		 		101
1987 		 		28
1986 				39